# فینال ای‌اف‌سی کاپ ۲۰۱۱
فینال ای‌اف‌سی کاپ ۲۰۱۱ مسابقه فینال هشتمین دوره ای‌اف‌سی کاپ بود که در سال ۲۰۱۱ برگزار شد و نسف قرشی به مقام قهرمانی دست یافت.

## مسابقه
| الکویت | ۱–۲ | نسف قرشی |
| ------ | --- | -------- |
|        |     |          |